# مورتن كريستنسن
مورتن كريستنسن (بالدنماركية: Morten Christensen)‏ هو لاعب كرة مضرب دنماركي، ولد في 15 يونيو 1965 في كوبنهاغن في الدنمارك.

## وصلات خارجية
- مورتن كريستنسن على موقع رابطة محترفي التنس (الإنجليزية)
- مورتن كريستنسن على موقع الاتحاد الدولي لكرة المضرب (الإنجليزية)
- مورتن كريستنسن على موقع كأس ديفيز (الإنجليزية)
- مورتن كريستنسن على موقع خلاصة التنس.كوم (الإنجليزية)
- مورتن كريستنسن على موقع أوليمبيديا (الإنجليزية)